# Мария Ернестина фон Шварценберг
Мария Ернестина фон Шварценберг (на немски: Maria Ernestina zu Schwarzenberg; на чешки: Marie Ernestina ze Schwarzenbergu, Marie Arnoštka z Eggenberku; * 1649, Брюксел; † 4 април 1719, Виена) е принцеса от Шварценберг и чрез женитба княгиня на Егенберг и херцогиня на Крумау в Южна Бохемия.

## Живот
Дъщеря е на княз Йохан Адолф фон Шварценберг (1615 – 1682) и графиня Мария Юстина фон Щархемберг (1608 – 1681). Сестра е на княз Фердинанд фон Шварценберг (1652 – 1703).
Мария Ернестина се омъжва на 21 февруари 1666 г. за княз и херцог Йохан Кристиан I фон Егенберг (1641 – 1710). Тя е негова универсална наследничка. Те имат един син, който умира като бебе:
- Леополд Йохан Йозеф Доминик (* пр. 15 юли 1675; † 1675)

- Дворец Егенберг (Грац)
- Дворец Чески Крумлов (Крумау, Бохемия)
- Алианц-герб на Мария Ернестина и Йохан Христиан